# Caso Kerrigan v. Commissioner of Public Health
O caso Kerrigan v. Commissioner of Public Health é uma decisão de 2008 da Suprema Corte de Connecticut [en] que declarou inconstitucional a proibição de casamentos entre pessoas do mesmo sexo, por violar as garantias de igualdade e liberdade da Constituição de Connecticut. Foi o terceiro caso nos Estados Unidos em que a mais alta corte de um estado legalizou o casamento homoafetivo, após os  Goodridge v. Department of Public Health (Massachusetts, 2003) e In re Marriage Cases [en] (Califórnia, 2008). A decisão entrou em vigor em 12 de novembro de 2008, legalizando o casamento entre pessoas do mesmo sexo em Connecticut. Não houve tentativas de emendar a constituição estadual para anular a decisão, e leis de casamento neutras em relação ao gênero foram aprovadas em 2009.

## Contexto
Connecticut apresentava um histórico relativamente progressista em relação aos direitos de gays e lésbicas. O estado revogou a lei que criminalizava a sodomia consensual em 1969, proibiu a discriminação com base na orientação sexual em 1991 e autorizou adoções por segundo genitor em 2000.

Em resposta a uma consulta de autoridades de duas cidades de Connecticut, que questionavam se poderiam emitir licenças de casamento para casais do mesmo sexo, o Procurador-Geral Richard Blumenthal escreveu, em 17 de maio de 2004, mesmo dia em que o casamento entre pessoas do mesmo sexo tornou-se legal em Massachusetts [en]:
Concluí que a legislatura de Connecticut não autorizou a emissão de licenças de casamento para casais do mesmo sexo no estado. Não posso determinar se um tribunal de Connecticut consideraria que restringir o status de casamento a casais de sexos opostos viola padrões constitucionais. Em última análise, os tribunais terão a palavra final. [...] Nossos estatutos de casamento gozam de uma presunção de constitucionalidade.

## Processo judicial
Em 25 de agosto de 2004, a organização Advocates e Defensores Gays e Lésbicas [en] (GLAD), liderada pelo advogado Bennett Klein, ingressou com uma ação judicial em nome de sete (posteriormente oito) casais do mesmo sexo de Connecticut na Corte Superior do Estado, contestando a negativa do estado ao direito de casamento para esses casais. Todos haviam sido impedidos de obter licenças de casamento em Madison, e vários criavam filhos. Eles argumentaram que a proibição violava as cláusulas de igualdade e liberdade da Constituição de Connecticut. O Procurador-Geral Richard Blumenthal declarou: "A questão é se há uma negação da igual proteção perante a lei. Meu dever é defender os estatutos, goste deles ou não, e fazemos isso com o maior vigor e zelo possível."
O Instituto da Família de Connecticut solicitou permissão para intervir na defesa do processo, mas a juíza Patty Jenkins Pittman negou o pedido, decisão que foi mantida em apelação. Em outubro de 2005, entrou em vigor o estatuto de uniões civis de Connecticut, projetado para garantir a casais do mesmo sexo todos os benefícios e responsabilidades do casamento. Contudo, pela primeira vez, a lei explicitou que o casamento em Connecticut era a união entre um homem e uma mulher. Os demandantes apresentaram uma emenda à queixa, destacando a distinção entre casamento e uniões civis.

A corte ouviu os argumentos orais em 21 de março de 2006. Em 12 de julho de 2006, a juíza Pittman decidiu contra os demandantes. Ela descreveu a criação recente das uniões civis pelo estado como "corajosa e histórica". Pittman concluiu que não havia distinção significativa entre casamentos e uniões civis, exceto no que diz respeito a benefícios federais, que não envolviam o estado. Ela escreveu: 
União civil e casamento em Connecticut agora compartilham os mesmos benefícios, proteções e responsabilidades sob a lei. [...] A Constituição de Connecticut exige igualdade de proteção e devido processo legal, mas não a equivalência de nomenclatura para tal proteção e processo.
Ela observou que "os demandantes podem se sentir relegados a um status de segunda classe, [mas] nada nos estatutos de Connecticut pode ser interpretado como colocando-os nessa posição." Pittman também destacou a "autoridade muito limitada do tribunal para interferir nas decisões da Assembleia Geral", ou seja, o legislativo, que ela chamou de "árbitro das políticas públicas".

## Decisão
A Suprema Corte de Connecticut analisou a apelação dos demandantes em 14 de maio de 2007. Jane R. Rosenberg, representando o Procurador-Geral, afirmou ao tribunal: "Não se trata de conceder direitos e benefícios; trata-se de uma palavra." Bennett Klein, advogado dos demandantes, descreveu as uniões civis como "uma instituição menos prestigiada e menos vantajosa". Quando Klein argumentou que o casamento entre pessoas do mesmo sexo era um direito fundamental, garantido pela proibição de discriminação baseada em sexo prevista na Constituição estadual, o juiz David M. Borden retrucou que ele estava "montando dois cavalos". Grande parte do debate girou em torno da necessidade de considerar a orientação sexual como uma "classe suspeita", o que exigiria do estado um padrão mais elevado para justificar seu tratamento diferenciado. Parte desse argumento abordou se gays e lésbicas poderiam ser considerados "politicamente desprovidos de poder". Quando Rosenberg destacou seus "avanços significativos" recentes e sugeriu que a tendência continuaria, o juiz Richard N. Palmer questionou: "É esse o seu argumento — dar-lhes mais tempo e eles se sairão melhor?" Os juízes também mencionaram a recente atividade legislativa, onde, uma semana antes, a comissão judiciária havia aprovado o casamento entre pessoas do mesmo sexo por 27 a 15 votos, surpreendendo legisladores que convenceram os patrocinadores do projeto a adiar sua tramitação.
A Corte emitiu sua decisão em 10 de outubro de 2008. Por 4 votos a 3, o tribunal decidiu que negar a casais do mesmo sexo o direito ao casamento, mesmo concedendo-lhes um status paralelo como "uniões civis", violava as cláusulas de igualdade e liberdade da Constituição de Connecticut.

O juiz Richard N. Palmer redigiu a opinião majoritária, acompanhado pelos juízes Joette Katz, Flemming L. Norcott Jr. e pelo juiz da Corte de Apelação de Connecticut [en] Lubbie Harper Jr., que substituiu a chefe de justiça Chase T. Rogers, recusada. A Corte identificou uma diferença substancial entre casamentos e uniões civis:
Embora o casamento e as uniões civis compartilhem os mesmos direitos legais sob nossa legislação, eles não são, de forma alguma, iguais. O primeiro é uma instituição de transcendência histórica, cultural e social, enquanto o segundo não o é [...].

Não há dúvida de que as uniões civis gozam de um status inferior ao do casamento em nossa sociedade. Em última análise, a mensagem da lei de uniões civis é que o que os casais do mesmo sexo têm não é tão importante ou significativo quanto o casamento verdadeiro.
A decisão estava programada para entrar em vigor em 28 de outubro. Foi a primeira vez que a mais alta corte de um estado concluiu que conceder aos casais do mesmo sexo um status semelhante ao casamento, como as uniões civis, não atendia ao padrão de igualdade previsto na constituição estadual. Na época, três estados tinham uniões civis (Vermont, New Hampshire e Nova Jersey) e quatro possuíam parcerias domésticas (Maine, Washington, Oregon e Havaí).
Os juízes David M. Borden, Christine S. Vertefeuille e Peter T. Zarella apresentaram dissidências. Borden argumentou que as uniões civis mereciam mais tempo: "Nossa experiência com uniões civis é muito recente, e as opiniões do povo de nosso estado sobre essa instituição estão em fluxo, sendo impossível afirmar com certeza que o estatuto do casamento deve ser anulado." Zarella considerou a procriação uma justificativa suficiente para restringir o casamento a casais de sexos opostos: "A definição antiga de casamento como a união de um homem e uma mulher tem base na biologia, não no preconceito. O fato de casais do mesmo sexo não poderem realizar atos sexuais que resultem no nascimento de uma criança é uma diferença crítica nesse contexto."
A governadora Jodi Rell afirmou que cumpriria a decisão, embora discordasse dela. Ela declarou: "A Suprema Corte falou. Não acredito que sua voz reflita a maioria do povo de Connecticut. No entanto, estou firmemente convencida de que tentativas de reverter essa decisão, seja por via legislativa ou por emenda à Constituição estadual, não terão sucesso." Peter Wolfgang, diretor-executivo do Instituto da Família de Connecticut, chamou os juízes de "mestres de toga" e "reis filósofos". Ele disse: "É um ultraje, mas não inesperado. Sempre acreditamos que este tribunal usurparia a democracia e imporia o casamento entre pessoas do mesmo sexo por decreto judicial." Para combater a decisão, ele defendeu que os eleitores de Connecticut apoiassem uma proposta na votação de 4 de novembro para convocar uma convenção constitucional, que poderia levar a um plebiscito sobre o casamento entre pessoas do mesmo sexo. Os eleitores rejeitaram a convocação da convenção, com mais de 59% votando contra.

## Casamentos
Em 12 de novembro de 2008, as primeiras licenças de casamento foram emitidas para casais do mesmo sexo em Connecticut. Como os eleitores da Califórnia haviam aprovado a proibição do casamento entre pessoas do mesmo sexo poucos dias antes, Connecticut juntou-se a Massachusetts como os únicos estados que emitiam licenças para casamentos entre pessoas do mesmo sexo. Nos três anos entre a introdução das uniões civis em Connecticut e os primeiros casamentos entre pessoas do mesmo sexo, aproximadamente 1.800 casais formalizaram uniões civis.
No primeiro ano em que as licenças de casamento estiveram disponíveis, 1.746 casais do mesmo sexo se casaram em Connecticut.